# سی‌ای‌آر-۱۵

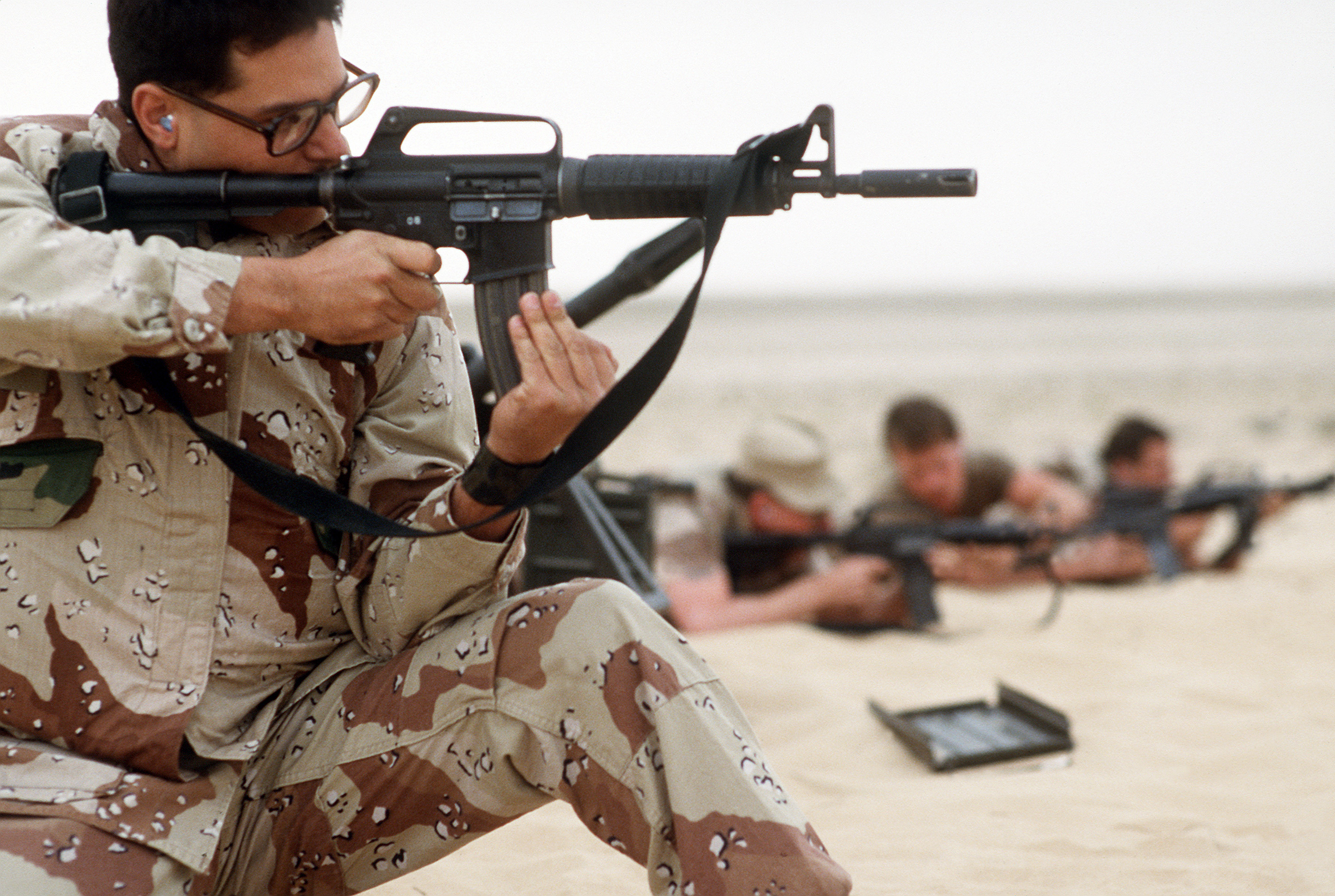
کلت کماندو

سی‌ای‌آر-۱۵ یا کلت کماندو نام تجاری مسلسل سبک کالیبر ۵٫۵۶ تفنگ ای‌آر-۱۵ ساخت شرکت کلت ایالات متحده است.

## تاریخچه
اولین مدل این سلاح که در واقع مدل کوتاه شده سلاح ام-۱۶ است در سال ۱۹۶۵ (میلادی) ساخته شد. کلت کماندو برای استفاده نیروهای ویژه آمریکا که در ویتنام می‌جنگیدند طراحی شد. بدین شکل که با کاهش طول لوله سلاح ام-۱۶ از ۵۱۰ میلی‌متر به ۲۵۵ میلی‌متر و کوتاه کردن قنداق آن به میزان ۷۶ میلی‌متر در مجموع ۳۳۰ میلی‌متر از طول سلاح کاسته شد.
سربازان آمریکایی مستقر در ویتنام که از سنگینی و طول زیاد سلاح ام-۱۶ خسته شده بودند، به سرعت این سلاح را پسندیدند. به همین دلیل ارتش آمریکا در صدد ارتقای این سلاح و تولید نمونه مخصوص آن برای یگان‌های هوابرد و چترباز خود برآمد.

## مدل ۶۰۹
کوتاه کردن لوله سلاح باعث بروز مشکلاتی شد. از جمله صدای حاصل از شلیک این سلاح بسیار بلند بود و باعث سنگین شدن گوش سربازان می‌شد. همچنین به علت کوتاه شدن لوله، شعله حاصل از احتراق باروت بسیار قویتر شده بود که باعث سوختن صورت تیرانداز یا دیده شدن تیرانداز توسط افراد دشمن در شب می‌شد. کارخانه کلت هردوی این مشکلات را با نصب یک شعله پوش درازتر (برای مخفی کردن شعله) و یک روپوش استوانه‌ای جدید که حکم یک جاذب صدا را نیز ایفا می‌کرد حل کرد. به این ترتیب کلت کماندو مدل ۶۰۹ متولد شد. ارتش آمریکا این سلاح را با کد XM-۱۷۷E۱ معرفی کرد.
در سال ۱۹۶۷ (میلادی) کارخانه کلت با ایجاد کمی افزایش در طول لوله سلاح، طول آن را به ۲۹۲میلیمتر رسانده و آن را با مدل XM-۱۷۷E۲ معرفی کرد.
به مرور با ایجاد تغییرات جزئی مانند حذف دستگیره حمل، تجهیز به ریل مخصوص نصب دوربین و اضافه کردن مکانیزم سه تیر؛ مدل‌های جدیدتری مانند M-۱۶A۲، M-۱۶A۱ و M-۱۶A۳ تولید شدند.

## ام۴
به علت گستره وسیع مدل‌های بهینه سازی شده و تکامل یافته مسلسل کلت کماندو نمی‌توان حد و مرزی را برای مدل‌های جدید آن تعریف کرد. خصوصاً آنکه بسیاری از مدل‌های بهینه سازی شده این سلاح دارای مشخصات محرمانه می‌باشند.
مدل M۴ این سلاح شناخته شده‌ترین گونه جدید آن است. مسلسل دستی ام۴ به علت داشتن وزن کمتر، خوشدستی قابل قبول و قابلیت‌های بیشتر حتی از مدل‌های پیشین کلت کماندو نیز بهتر ظاهر شد. چنانچه سری اول تولید شده آن به سرعت به فروش رفت. نیروهای ویژه هوابرد آمریکا، اف‌بی‌ای، اداره مبارزه با مواد مخدر آمریکا (DEA) و ''واحد مخصوص کماندوهای دریایی موسوم به SEAL به سرعت در لیست مشتریان این محصول قرار گرفتند.
بخش تحقیق وتوسعه نیروی دریایی آمریکا برای افزایش کارآیی و قابلیت‌های این سلاح یک مجموعه مخصوص موسوم به SOPMOD را ارائه کرده که با افزودن آن به سلاح ام۴ مسلسلی تقریباً تکمیل و بی عیب و نقص به دست می‌آید. این مجموعه شامل دستگیره قبضه‌ای جلوی سلاح، انواع دوربین‌های فروسرخ و نشانه روی، صداخفه کن، دستگاه نارنجک انداز مدل M-۲۰۳ بهینه سازی شده با لوله کوتاهتر، دستگاه نشانه روی لیزری، مگسک نشانه روی بهینه سازی شده در جلو و عقب و چراغ قوه پر نور زنون (Xenon) است.
سلاح ام۴ مجهز به کیت SOPMOD را می‌توان مطلقاً بهترین و تکمیل‌ترین مسلسل سبک کالیبر ۵.۵۶ موجود در تمامی ارتش‌های جهان دانست. کشورهای تایوان، انگلیس، آفریقای جنوبی و اسراییل این سلاح را در تیراژ بالایی خریداری کرده و بکاربرده‌اند.

## اکس‌ام۸
گرچه مسلسل XM۸ ساخت شرکت هکلر اند کخ در ردیف کلت کماندوهای ساخت شرکت کلت قرار نمی‌گیرد؛ ولی از آنجا که به سرعت جایگزین پیر کارکشته آمریکایی‌ها یعنی ام۴ می‌شود؛ جا دارد در اینجا به‌طور مختصر به آن بپردازیم.
این جنگ افزار را می‌توان تصویری از آینده جنگ افزارهای فردی دانست. اکس‌ام۸ در واقع خانواده‌ای از جنگ افزارهایی با طول لوله‌های متفاوت جهت برآورد نیازهای عملیاتی مختلف است. هر مدل اکس‌ام۸ را می‌توان در کمتر از ۱۰ دقیقه(بسته به نیازهای مأموریتی) به نمونه‌ای دیگر تبدیل نمود. هر سرباز می‌تواند با توجه به نیازهای خود تجهیزات و متعلقات اضافی اکس‌ام۸ را کم یا زیاد کند. جالب اینجاست که علاوه بر لوله امکان ایجاد تغییرات در باقی قسمت‌های تفنگ نیز وجود دارد. نارنجک انداز تک تیر ۴۰میلیمتری و یک مدول کالیبر ۱۲ سبک وزن را می‌توان بدون نیاز به هیچ وسیله جانبی روی تفنگ نصب و از آن جداکرد.
خانواده اکس‌ام۸ دارای نمونه کوتاه ۹اینچی، نمونه کارابین ۵/۱۲ اینچی، یک نمونه شارپ شوتر ۲۰ اینچی و یک نمونه تفنگ خودکار است. این ترکیب گسترده به اکس‌ام۸ اجازه می‌دهد که بتواند جایگزین گستره وسیعی از جنگ افزارهای کنونی از هفت تیر ام-۹ تا تفنگ M۲۴۹ شود.
گفته می‌شود نمونه کارابین ۵/۱۲ اینچی اکس‌ام۸ حدود ۲۰درصد سبکتر از ام-۴های کنونی است. ضمن اینکه در زمینه اطمینان پذیری، به ویژه در مناطق پرگردوغبار وسادگی تعمیر و نگهداری نیز برتر از آن خواهد بود.

## نگارخانه

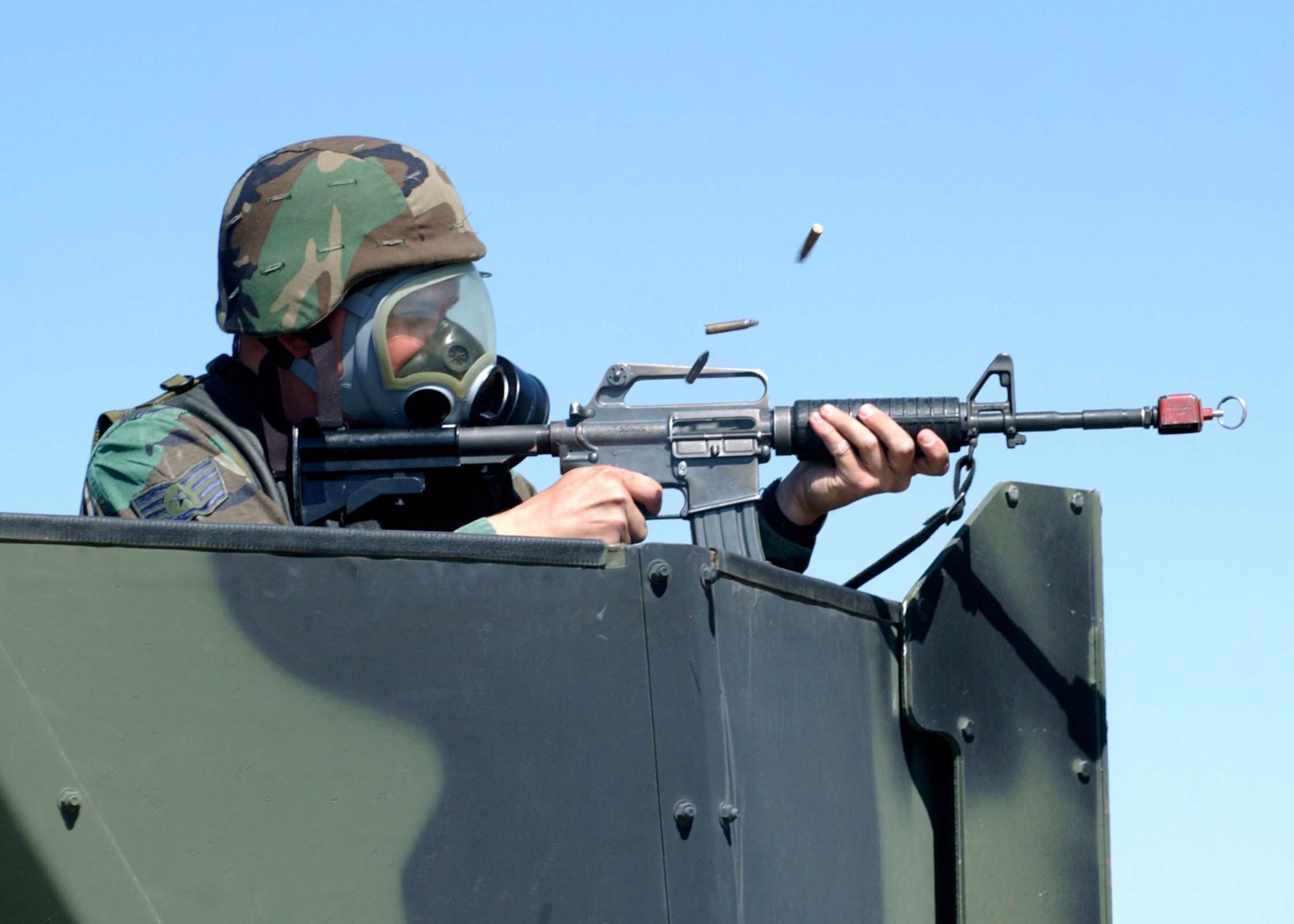
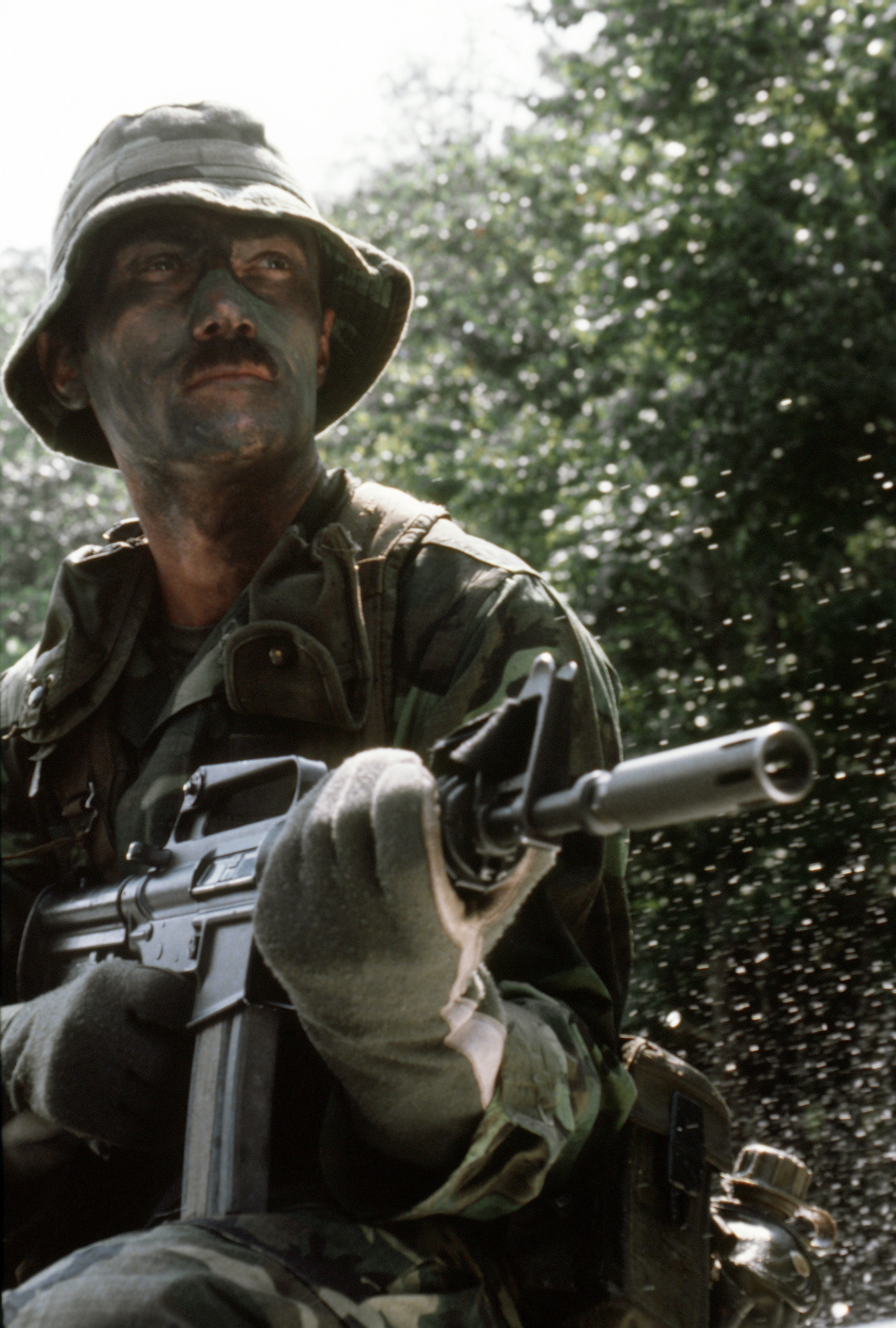
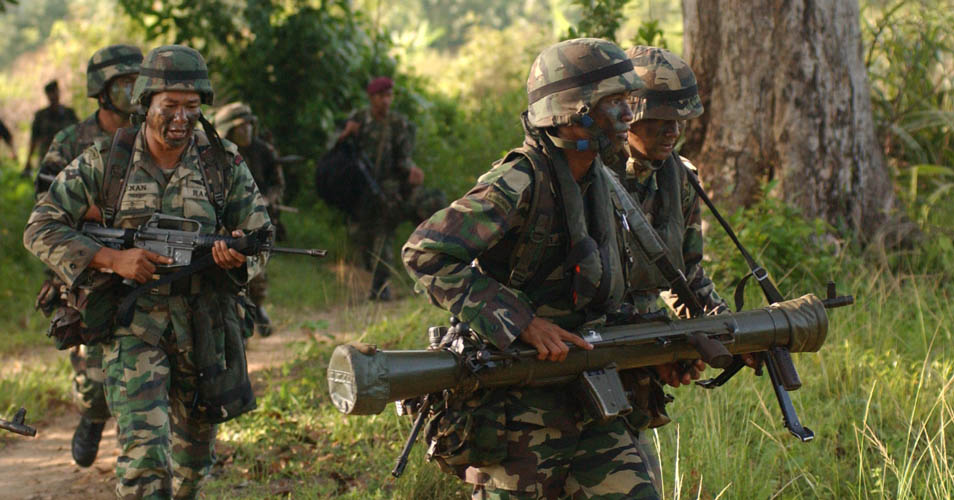
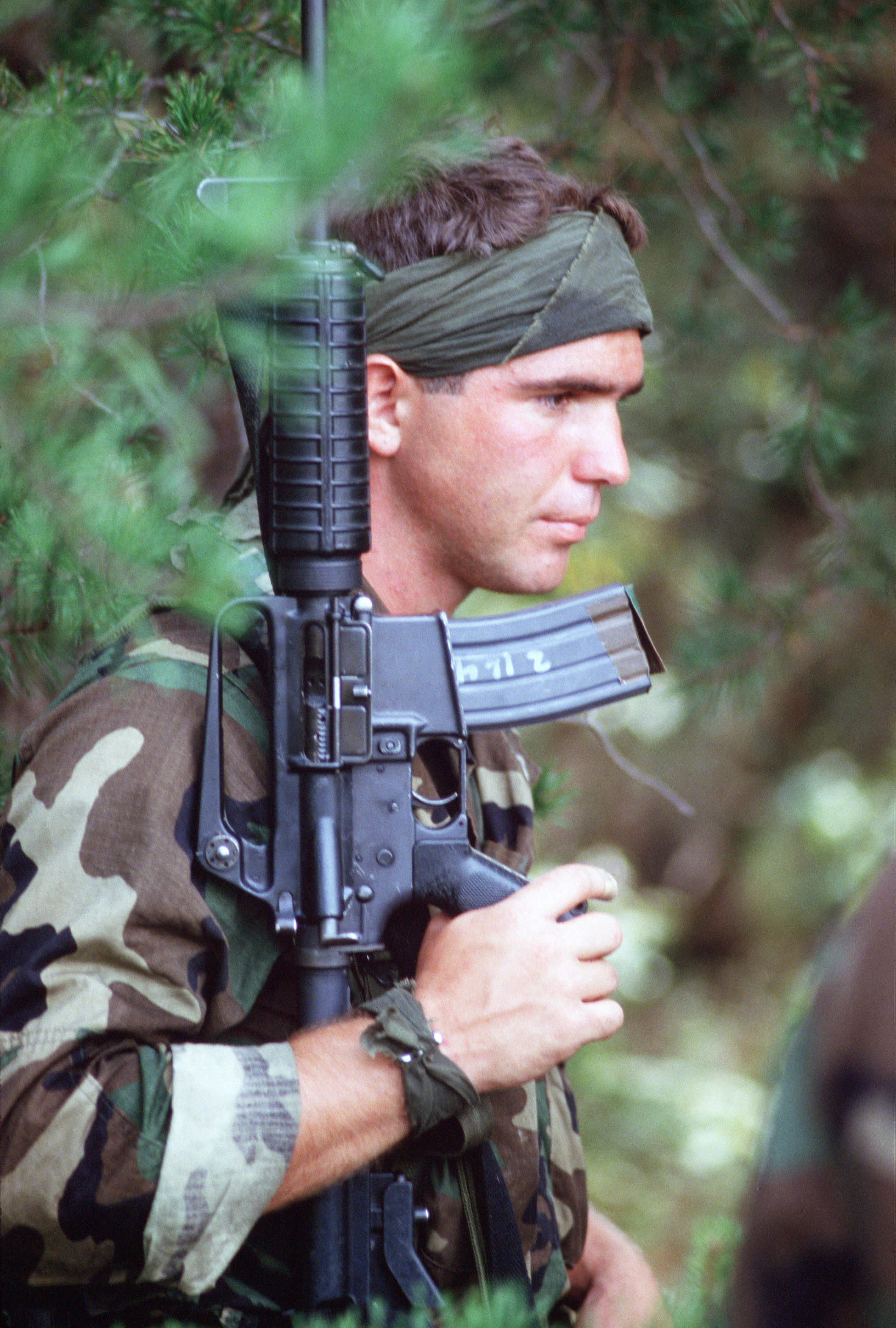